# Svatá Agape
Svatá Agape byla mučednice, která je uváděna spolu se svatým Donátem a svatým Sabinem. Více informací není známo.
Její svátek se slaví 25. ledna.